# هانا غودرون ستفانسدوتير
هانا غودرون ستفانسدوتير مواليد 11 فبراير 1979، هي لاعبة كرة يد أيسلندية تلعب كجناح أيمن. مثلت منتخب بلادها.

## سجل المنافسة
شاركت في البطولات التالية:
- بطولة العالم لكرة اليد للسيدات 2011
- بطولة أوروبا لكرة اليد للسيدات 2012